# رحمت أباد (جهاد أباد كرمان)
رحمت أباد (بالفارسية: رحمت‌آباد) هي منطقة سكنية تقع في إيران في البلدة المركزية. يقدر عدد سكانها بـ 464 نسمة .